# Echinops macrochaetus
Echinops macrochaetus là một loài thực vật có hoa trong họ Cúc. Loài này được Fresen. mô tả khoa học đầu tiên năm 1840.